# Srážka letadel nad Überlingenem
V noci 1. července 2002 ve 21:35:32 (UTC) došlo nad německým městem Überlingen ke kolizi dopravního letadla Tupolev Tu-154 letu 2937 baškirských aerolinií a nákladního letadla Boeing 757 letu DHL 611. Při nehodě zahynulo všech 69 lidí (posádka a cestující) na palubě letounu Tupolev a dva členové posádky nákladního letounu Boeing.
Oficiální vyšetřování německým federálním úřadem vyšetřování leteckých nehod (BFU) za hlavní příčinu nehody určilo množství nedostatků na straně švýcarské společnosti zajišťující řízení letového provozu a také nejasnosti v procedurách týkající se používání palubního protisrážkového systému (TCAS).
Dne 24. února 2004 (tj. rok a půl po nehodě) byl Petr Nielsen, řídící letového provozu v době nehody, z pomsty zavražděn Vitalijem Kalojevem, který při nehodě ztratil svou manželku a dvě děti.

## Lety

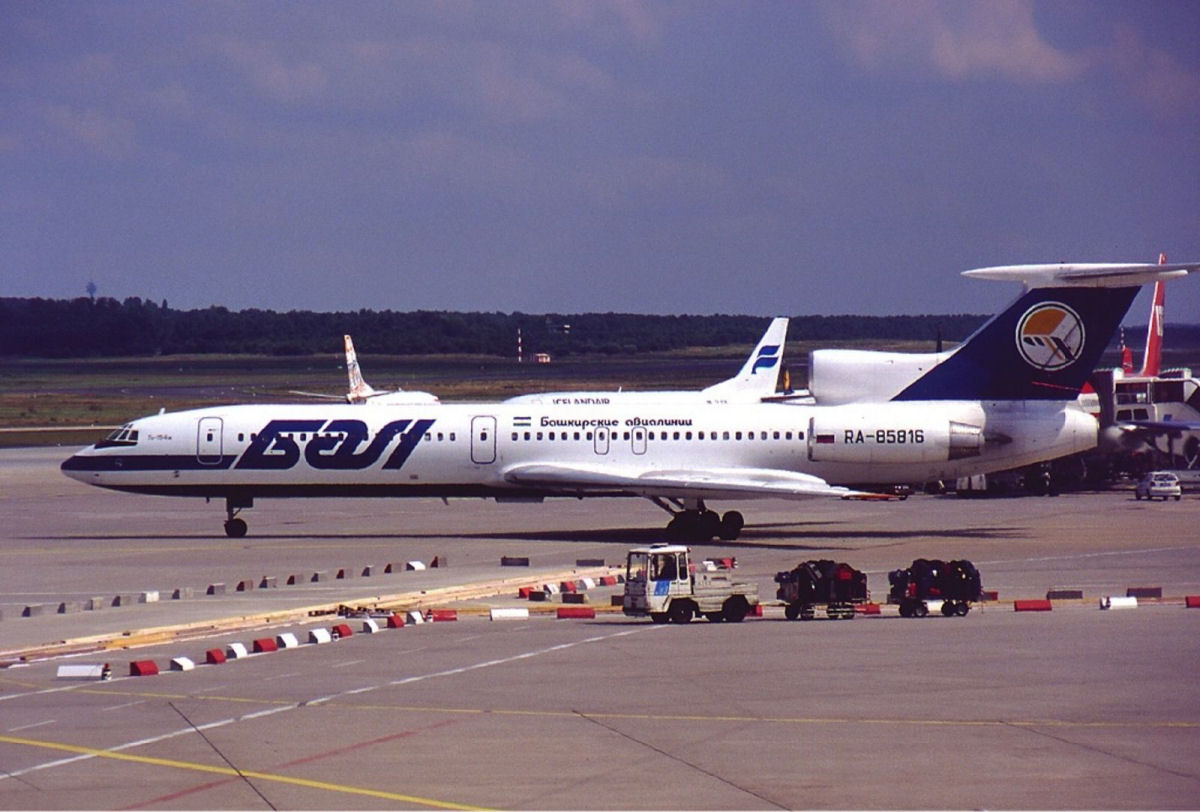
Tu-154 (RA-85816) před nehodou v červenci 1998.

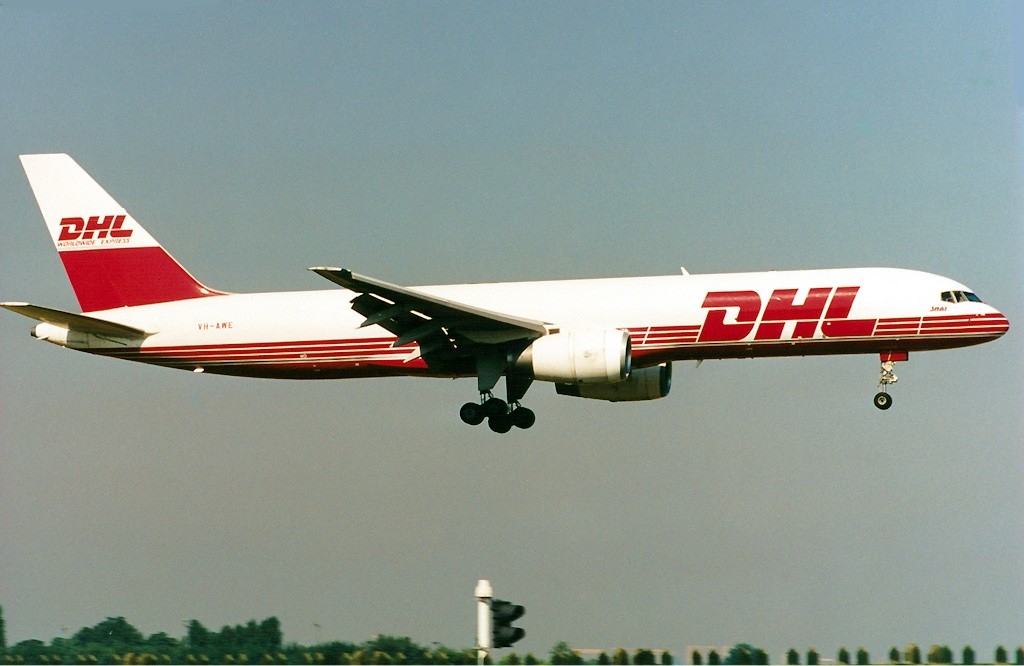
Boeing 757 (A9C-DHL) v srpnu 1996.

Let 2937 baškirských aerolinií byl charterovým letem z Moskvy do Barcelony s šedesáti pasažéry a devíti členy posádky, z toho 40 pasažérů bylo ruskými školáky z města Ufa cestující na školní výlet do oblasti Costa Dorada ve Španělsku. Tento výlet byl organizovaný místním výborem UNESCO.
Letadlo Tupolev Tu-154M s imatrikulací RA-85816 bylo pilotované zkušenou ruskou posádkou: 52letým kapitánem Alexandrem Michajlovičem Grossem a čtyřicetiletým kopilotem Olegem Pavlovičem Grigorjevem. Kapitán měl nalétáno více než 12 000 hodin, Grigorjev nalétal asi 8500 hodin a jeho úkolem bylo vyhodnotit výkon kapitána Grosse. Jedenačtyřicetiletý Murat Achatovič Itkulov, pilot s téměř 7900 nalétanými hodinami, by byl za normálních okolností kopilotem, ale jelikož šlo o let, na kterém byl hodnocen kapitán, nebyl oficiálně ve službě. Tito tři piloty v kabině doprovázel letový navigátor Sergej Gennaděvič Charlov (asi 13 000 nalétaných hodin) a letový inženýr Oleg Irikovič Valejev s asi 4200 nalétanými hodinami.
Let 611 společnosti DHL byl obsluhovaný letadlem Boeing 757-23APF s imatrikulací A9C-DHL a pilotovaný dvěma piloty z Bahrajnu, 47letým kapitánem Paulem Phillipsem a 34letým kopilotem Brantem Campionim. Oba piloti byli velmi zkušení, kapitán měl nalétáno asi 12 000 letových hodin a kopilot více než 6600 hodin. V době nehody bylo letadlo na cestě z Bergama v Itálii do Bruselu v Belgii.

## Nehoda
Dvě letadla letěla ve FL360 (=letové hladině; 36 000 stop, což je 10 973 metrů) na kolizním kurzu. I přes to, že let probíhal nad Německem, letový prostor byl řízen z Curychu soukromou společností Skyguide specializující se na řízení letového provozu. V tu dobu byl letový prostor řízen pouze jedním letovým dispečerem, Petrem Nielsenem, který tak musel ovládat dvě různé pracovní stanice najednou. Částečně kvůli zvýšené pracovní náročnosti a částečně kvůli zpoždění dat z radaru problém nezaregistroval včas a neudržel letadla od sebe dostatečně daleko. Situaci zaregistroval méně než minutu před nehodou a rozhodl se nařídit letu 2937, aby klesl na letovou hladinu 350 a tím se vyhnul srážce s druhým letadlem (let 611). Několik sekund poté, co ruská posádka zahájila pokles, jejich palubní protisrážkový systém (TCAS) je instruoval, aby stoupali. Zhruba ve stejnou dobu systém TCAS instruoval let 611, aby klesali. Pokud by obě letadla poslechla tyto automatické instrukce, ke kolizi by nedošlo.
Piloti letu 611 dodrželi pokyny systému TCAS a zahájili pokles, ale nemohli okamžitě informovat Nielsena, protože ten se v tu dobu věnoval letu 2937. Zhruba osm sekund před kolizí let 611 klesl rychlostí zhruba 12 metrů za sekundu. Piloti letu 2937 ignorovali instrukce ke stoupání vydané systémem TCAS, namísto toho uposlechli instrukci letového dispečera a zahájili sestup. Z tohoto důvodu obě dvě letadla začala klesat.
Jelikož Nielsen nevěděl o automatických varováních vydaných systémem TCAS, Nielsen opakoval pokyn letu 2937 k poklesu a zároveň předal posádce Tupolevu nesprávné informace týkající se polohy letu DHL (řekl jim, že let společnosti DHL je napravo od nich, přičemž byl ve skutečnosti nalevo).
Osm sekund před kolizí si posádka letu 2937 uvědomila problém, když nalevo spatřila let 611 a zareagovala zvýšením rychlosti klesání. Dvě sekundy před kolizí piloti letu 2937 uposlechli instrukce systému k stoupání vydané systémem TCAS, ale kolizi se již nedalo zabránit. Letadla se srazila v 23:35:32 místního času. Tupolev se rozlomil na několik částí, což způsobilo dopad trosek na velké území. Poškozený Boeing pokračoval ve své cestě dalších asi sedm kilometrů, než spadl. Všech 69 lidí v Tupolevu a dva členové posádky v Boeingu zemřeli.

## Další faktory ovlivňující nehodu
Oblast, skrz kterou letadla prolétala, v dobu nehody řídil pouze jeden letový dispečer, Petr Nielsen. Druhý řídící letového provozu, který měl být v tu dobu ve službě, odpočíval v druhé místnosti. To bylo proti vnitřním předpisům společnosti SkyGuide, ale šlo o běžnou praxi, o které vedení vědělo a tolerovalo ji. V době nehody na hlavním radaru probíhala údržba, což znamená, že letoví dispečeři museli používat záložní systém. Systém varující před hrozící kolizí, který by letového dispečera upozornil na hrozící kolizi zhruba dvě a půl minuty předtím, než by nastala, byl z důvodu údržby vypnut, o čemž Nielsen nevěděl. Existoval ještě zvukový systém STCA, který v 23:35:00 (32 sekund před kolizí) vyvolal varování, které ale nikdo neslyšel, a to i přesto, že v systému nebyla během vyšetřování nalezena žádná chyba. I kdyby ale Nielsen toto varování slyšel, v tu dobu bylo nemožné, aby letový dispečer nalezl použitelné řešení.

### Odlišná prohlášení v oficiální zprávě
Všechny zúčastněné země mohly přidat své prohlášení, odlišné od oficiální zprávy, které byly v doslovné podobě publikovány jako příloha zprávy německého Federálního úřadu pro vyšetřování leteckých nehod. Bahrajn, Švýcarsko a Rusko svá prohlášení do zprávy nechaly zařadit, Spojené státy americké tak neučinily.
Bahrajn (domovská země letadla společnosti DHL) vesměs souhlasí se závěry zprávy, ale tvrdí, že se zpráva měla méně věnovat individuálním rozhodnutím jednotlivců, a více pozornosti věnovat chybám společnosti Skyguide.
Rusko prohlásilo, že ruští piloti nemohli uposlechnout pokynu systému TCAS ke stoupání, protože v té době byli v 10 800 metrech, přičemž letový dispečer je informoval o dalším letu nad nimi, ve výšce 11 000 metrů. Letový dispečer jim také předal špatnou informaci o pozici letu DHL (dvě hodiny namísto skutečných deseti hodin). Rusko předpokládá, že piloti letu DHL měli „reálnou možnost“ vyhnout se kolizi, protože museli slyšet konverzaci mezi ruskou posádkou a letovým dispečerem.
Švýcarsko poznamenává, že Tupolev byl asi 33 metrů (108 stop) pod letovou hladinou nařízenou letovým dispečerem, přičemž stále klesali rychlostí 580 metrů za minutu. Švýcarsko toto považuje za jednu z příčin nehody. Švýcarsko také požádalo, aby německý Federální úřad pro vyšetřování leteckých nehod (BFU) do své zprávy zařadil informaci, že varování systému TCAS by byla užitečná, pokud by jich bylo okamžitě uposlechnuto. BFU žádosti odmítl vyhovět.

## Následky

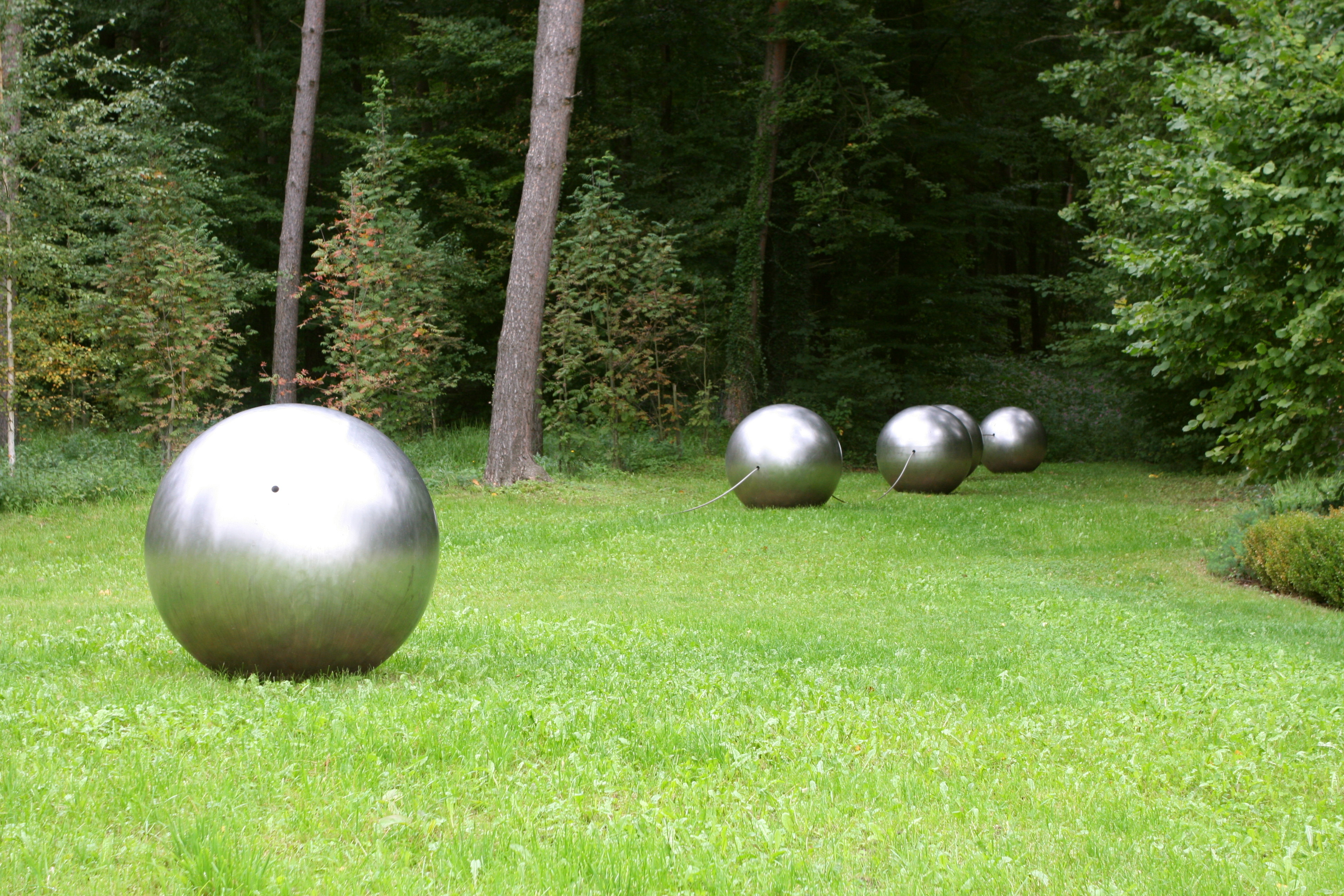
Památník Die zerrissene Perlenkette na místě neštěstí.

Nielsen potřeboval lékařskou pomoc kvůli stresu vyvolaném nehodou. Jeho kolegové ve společnosti Skyguide na jeho pracovní místo umístili vázu s růžemi. Skyguide napřed za nehodu vinil ruské piloty, později ale za nehodu přijal plnou odpovědnost a požádal příbuzné obětí o odpuštění.
Podle zpráv v novinách vyplatila společnost Skyguide odškodnění rodinám zemřelých dětí. Odškodnění činilo 30–36 tisíc švýcarských franků. Švýcarský federální soud v roce 2011 zamítl několik žádostí o vyšší odškodné.

### Vražda Petra Nielsena
Ruský architekt Vitalij Konstantinovič Kalojev považoval Petra Nielsena za odpovědného za smrt jeho manželky a dvou dětí, kteří byli na palubě letu 2937. Zjistil si proto Nielsenovu adresu a 24. února 2004 ho ubodal k smrti před zraky jeho ženy a tří dětí. Švýcarská policie Kalojeva brzy zatkla v místním hotelu a v roce 2005 byl Kalojev odsouzen za vraždu. V listopadu 2007 byl propuštěn, protože jeho zdravotní stav nebyl v prvotním rozsudku dostatečně zvážen.

## TCAS a konfliktní příkazy
Nehoda vyvolala diskusi nad tím, jak by piloti měli reagovat v okamžiku, kdy obdrží rozdílné příkazy od systému TCAS a od řízení letového provozu (ATC). TCAS byl v době nehody relativně novou technologií. Instalace tohoto systému byla v Evropě povinná od roku 2000. V okamžiku, kdy TCAS vydá pokyn, piloti by měli okamžitě reagovat splněním tohoto pokynu, s výjimkou případů, kdy by uposlechnutí příkazu ohrozilo bezpečnost letu anebo v okamžiku, kdy posádka letadlo, které vyvolalo vydání příkazu systémem TCAS, vidí a může si být jistá, že neuposlechnutím příkazu nic neohrozí. Jakmile je to možné, posádka by měla informovat ATC a informovat je o situaci. Poté, co TCAS příkaz odvolá, by měla posádka informovat ATC, že se vrací do letové hladiny, která jim byla předtím řídícím letového provozu přidělena, a potvrdit přijetí jakéhokoliv pozměněného příkazu.
Systém TCAS je naprogramován tak, že očekává, že jeho instrukce budou ihned splněny. Letové manuály ale neobsahovaly dostatečně jasnou informaci, že příkazy systému TCAS by měly mít vždy prioritu před jakoukoliv instrukcí vydanou řídícím letového provozu. Manuál popisoval systém TCAS jako „zálohu k systému řízení letového provozu“, což by mohlo být nesprávně interpretováno tak, že příkazy letového dispečera mají vyšší prioritu. BFU doporučil, že tato nejasnost by měla být vyřešena tak, aby bylo jasné, že instrukce systému TCAS mají být uposlechnuty i v případě, kdy jsou v rozporu s instrukcemi řízení letového provozu.